# Orgilus turgus
Orgilus turgus är en stekelart som beskrevs av Papp 1981. Orgilus turgus ingår i släktet Orgilus och familjen bracksteklar. Inga underarter finns listade i Catalogue of Life.